# Col de Bavella
Le col de Bavella (en corse Foci di Bavedda) est un col de Corse entre Aléria et Sartène. Il relie ainsi Sari-Solenzara à Zonza dans l'Alta Rocca.
Il est situé au sud des aiguilles de Bavella.
Il est, avec les cols de Vergio, Vizzavona et Verde, l'un des quatre « grands cols » de Corse, permettant de relier les deux versants de l'île par l'intérieur. Il est le plus méridional.

## Géographie

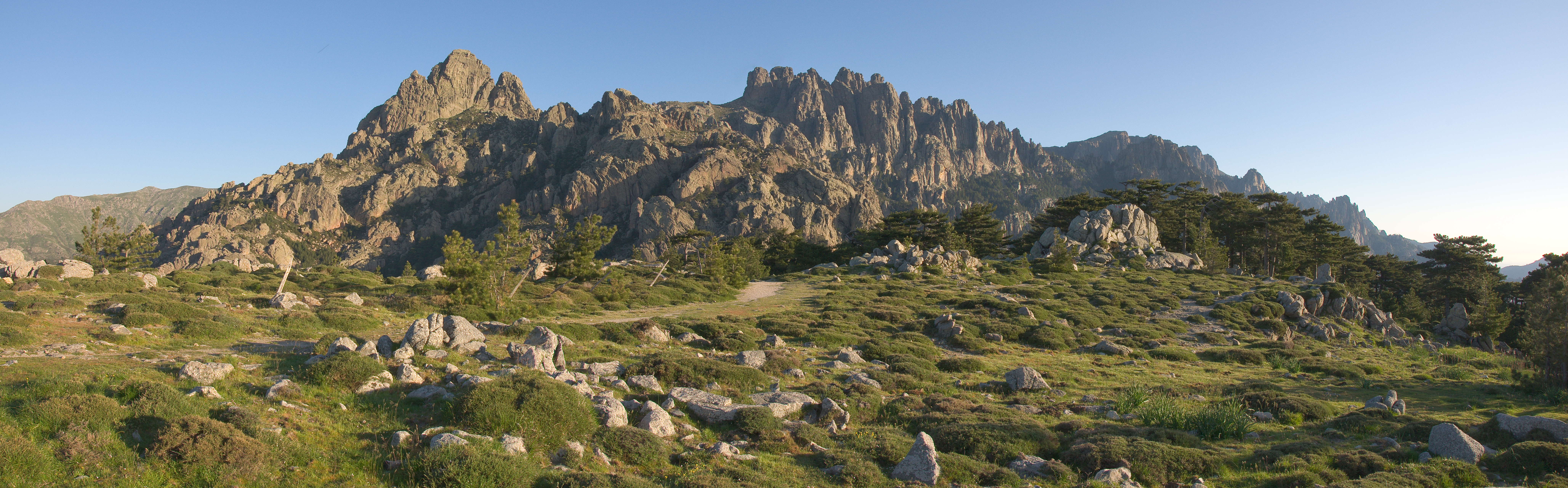
Vue sur les aiguilles de Bavella depuis les environs du col.

## Cyclisme
Le col de Bavella est réputé pour être le plus ardu de l'île par son versant oriental, avec les 7,4 derniers kilomètres à 9 % de moyenne et des pointes à 11 %.